# Musculus abductor pollicis longus
Der Musculus abductor pollicis longus (lat. für „langer Daumenspreizer“ oder „langer Daumenabzieher“) ist ein Streckmuskel der tiefen Schicht des Unterarms. Er gehört mit den Daumenstreckern zu tiefen handrückenseitigen Muskelschicht. Der Skelettmuskel bewirkt die Abspreizung (Abduktion) des Daumens.
Seine Ansatzsehne zieht gemeinsam mit der des Musculus extensor pollicis brevis durch das erste Sehnenscheidenfach des Retinaculum extensorum. Die beiden Sehnen begrenzen speichenseitig die Vertiefung am Handrücken bei abgespreiztem Daumen, die sogenannte Tabatière (Foveola radialis).